# Ruschia filipetala
Ruschia filipetala är en isörtsväxtart som beskrevs av L. Bol. Ruschia filipetala ingår i släktet Ruschia och familjen isörtsväxter. Inga underarter finns listade i Catalogue of Life.